# Trinitas Oisterwijk
V.V. Trinitas Oisterwijk is een Nederlandse voetbalclub uit Oisterwijk. De club is in 2019 ontstaan uit een fusie tussen de drie clubs RKSV Oisterwijk, RKSV Taxandria en SV Nevelo. De naam betekent 'drie"-eenheid' en verwijst naar de drie clubs.
Eind 2021 had de voetbalclub ongeveer 1.200 leden.
In december 2021 verhuisde Trinitas naar een nieuw clubgebouw.

## Standaardelftal
Het standaardelftal speelt in het seizoen 2022/23 in de Tweede klasse van het KNVB-district Zuid-I.

## Bekende (oud-)spelers
- Zija Azizov